# Hans Karl von Stein zu Nord- und Ostheim
Pour les articles homonymes, voir Ostheim (homonymie).
Hans Karl, baron von Stein zu Nord- und Ostheim (18 février 1867, Wurtzbourg - 25 septembre 1942, Willmars), est un homme politique allemand.

## Biographie
(octobre 2024).
Le contenu est difficilement compréhensible vu les erreurs de traduction, qui sont peut-être dues à l'utilisation d'un logiciel de traduction automatique.
Après des études de droit, il entre dans les services administratifs royaux bavarois. En 1903, il rejoint en tant qu'assistant le ministère de l'Intérieur. Il est nommé en 1905 au Conseil secret et au Conseil des gouverneurs et des conférenciers, puis, en 1910, conseiller privé.
En février 1914, il est ensuite nommé sous-secrétaire du ministère de l'Alsace-Lorraine. Puis, il retourne au ministère de l'Intérieur le 19 novembre 1915, où il a effectivement été nommé en 1917 secrétaire d'État, cette Bestallung mais n'a pas été remis, mais a été placé dans le fichier. Au lieu de cela, il est nommé le 22 août 1917 représentant permanent du ministère d'État prussien (gouvernement) en matière de politique et de gestion interne au Oberste Heeresleitung (OHL).
Le 20 novembre 1917, il est nommé secrétaire d'État à l'Office du Reich à l'Économie (cela correspondait à l'époque aux Affaires économiques) dans le Cabinet von Hertling, puis dans le Cabinet von Baden.
Dans le même temps, il a été nommé au Wirklichen Geheimrat. Le 26 novembre 1917, il a également été membre du conseil d'administration de la Reichsbank, ainsi que Président du Conseil de Surveillance de la Zentral-Einkaufs-Gesellschaft (ZEG) de 1917 à 1918.
De janvier à février 1918, il a également été commissaire du Reich pour l'économie de transition.